# Kłębowianka
Kłębowianka – struga, prawostronny dopływ Dobrzycy o długości 21,29 km i powierzchni zlewni 42,09 km². 
Struga przepływa przez jezioro Kopanik w okolicach wsi Omulno, w gminie Wałcz. Płynie następnie na wschód i po minięciu miejscowości Kłębowiec wpada do Dobrzycy.
Nazwę Kłębowianka wprowadzono urzędowo w 1949 roku, zastępując poprzednią niemiecką nazwę Mühlenfließ.